# Televisió General NHK
La Televisió General NHK (NHK総合テレビジョン, NHK Sōgō Terebijon), usualment abreujat a les pantalles com a NHK G és la cadena principal i generalista de la Corporació Emissora del Japó (NHK), l'emissora de ràdio i televisió pública del Japó. La seua programació inclou notícies, tele-novel·les, concursos i espectacles de varietats, música, esports, anime i programes especials que competeixen amb altres emissores privades del país. El canal és ben conegut pels seus informatius de nit, els especials documentals i les populars sèries històriques. A més d'això, NHK G emiteix el famós i històric programa musical de cap d'any, el NHK Kōhaku Uta Gassen, així com les sèries anuals històriques o Taiga dorama i les sèries matinals o asadora.
El nom de l'emissora és sovint abreujat en japonés com a Televisió General (総合テレビ, Sōgō Terebi), tot i que també són emprades les sigles NHK G i GTV. La paraula Sōgō ("general", en català), s'empra per a diferenciar aquest canal de la resta del grup NHK com la Televisió Educativa NHK, NHK BS 1, NHK BS 2 (tancada el 2011) i NHK BS HI (actualment BS Premium).
Inaugurada l'1 de febrer de 1953, NHK G és l'emissora de televisió més antiga del Japó, seguida per poc temps per Nippon Television, que començà les seues emissions el 28 d'agost del mateix any. L'any 1960 començaren les emissions en proves en color. La programació de NHK G es fa d'acord amb les directrius de la Corporació Emissora del Japó.

## Dial a les diferents prefectures
- Hokkaidō (3)
- Aomori (3)
- Akita (1)
- Yamagata (1)
- Iwate (1)
- Miyagi (3)
- Fukushima (1)
- Tòquio (1)
- Kanagawa (1)
- Chiba (1)
- Saitama (1)
- Gunma (1)
- Tochigi (1)
- Ibaraki (1)
- Yamanashi (1)
- Nagano (1)
- Niigata (1)
- Toyama (3)
- Ishikawa (1)
- Fukui (1)
- Shizuoka (1)
- Aichi (3)
- Gifu (3)
- Mie (3)
- Osaka (1)
- Hyōgo (1)
- Kyoto (1)
- Shiga (1)
- Nara (1)
- Wakayama (1)
- Tottori (3)
- Shimane (3)
- Okayama (1)
- Hiroshima (1)
- Yamaguchi (1)
- Tokushima (3)
- Kagawa (1)
- Ehime (1)
- Kōchi (1)
- Fukuoka (3)
- Saga (1)
- Nagasaki (1)
- Kumamoto (1)
- Ōita (1)
- Miyazaki (1)
- Kagoshima (3)
- Okinawa (1)